# 산시 장안 애슬레틱 FC
산시 장안 애슬레틱 FC(중국어: 陕西长安竞技足球俱乐部 )는 중국 갑급리그에 참가했던 중국의 전 축구단으로 산시성 시안시에 연고를 두고 있었으나 창단 7년만인 2023년 3월 29일에 해체되었다.

## 주요 성적
- 중국 아마추어 풋볼 리그 : 준우승 (2016)
- 중국 을급리그 : 3위 (2018)
- 중국 갑급리그 : 5위 (2022)
- 중국 FA컵 : 16강 (2021)

## 역대 감독
| 감독   | 임기 |
| ------ | ---- |
| 김봉길 | 2020 |